# Diffeomorphismus
In der Mathematik, insbesondere in den Gebieten Analysis, Differentialgeometrie und Differentialtopologie, ist ein Diffeomorphismus eine bijektive, stetig differenzierbare Abbildung, deren Umkehrabbildung auch stetig differenzierbar ist.
Dabei können die Definitions- und Zielbereiche der Abbildung offene Mengen des endlichdimensionalen reellen Vektorraums {\displaystyle \mathbb {R} ^{n}} sein oder allgemeiner differenzierbare Mannigfaltigkeiten.
Je nach Differenzierbarkeitsklasse spricht man von {\displaystyle C^{k}}-Diffeomorphismen ({\displaystyle k\in \{1,2,\dots ,\infty ,\omega \}}).

Bild eines rechtwinkligen Netzes auf einem Quadrat unter einem Diffeomorphismus vom Quadrat auf sich selbst.

## Definition

### Im Vektorraum
Eine Abbildung {\displaystyle f\colon U\to V} zwischen offenen Teilmengen {\displaystyle U,V} des reellen Vektorraums {\displaystyle \mathbb {R} ^{n}} heißt Diffeomorphismus, falls gilt:
- {\displaystyle f} ist bijektiv,
- {\displaystyle f} ist überall stetig differenzierbar,
- die Umkehrabbildung {\displaystyle f^{-1}} ist überall stetig differenzierbar.

Sind {\displaystyle f} und {\displaystyle f^{-1}} sogar {\displaystyle k}-mal stetig differenzierbar („von der Klasse {\displaystyle C^{k}}“, {\displaystyle k=1,2,3,\dotsc }), so nennt man {\displaystyle f} einen {\displaystyle C^{k}}-Diffeomorphismus.
Sind {\displaystyle f} und {\displaystyle f^{-1}} beliebig oft differenzierbar („von der Klasse {\displaystyle C^{\infty }}“), so bezeichnet man {\displaystyle f} als {\displaystyle C^{\infty }}-Diffeomorphismus. Sind {\displaystyle f} und {\displaystyle f^{-1}} beide reell-analytisch („von der Klasse {\displaystyle C^{\omega }}“), so nennt man {\displaystyle f} einen {\displaystyle C^{\omega }}-Diffeomorphismus.
Eine Abbildung {\displaystyle f\colon U\to V} zwischen offenen Teilmengen {\displaystyle U,V\subset \mathbb {R} ^{n}} heißt lokaler Diffeomorphismus, falls jeder Punkt {\displaystyle p\in U} eine offene Umgebung {\displaystyle W\subset U} besitzt, so dass deren Bild {\displaystyle f(W)\subset V} offen und die Einschränkung
{\displaystyle f|_{W}\colon W\to f(W)} von {\displaystyle f} auf {\displaystyle W} ein Diffeomorphismus ist.

### Auf differenzierbaren Mannigfaltigkeiten
Auf differenzierbaren Mannigfaltigkeiten wird der Begriff analog definiert:
Eine Abbildung {\displaystyle f\colon M\to N} zwischen zwei differenzierbaren Mannigfaltigkeiten {\displaystyle M} und {\displaystyle N} heißt Diffeomorphismus, falls sie bijektiv ist und sowohl {\displaystyle f} als auch die Umkehrabbildung stetig differenzierbar sind.
Wie oben werden die Begriffe {\displaystyle C^{k}}-, {\displaystyle C^{\infty }}- und {\displaystyle C^{\omega }}-Diffeomorphismus und lokaler Diffeomorphismus definiert.
Zwei Mannigfaltigkeiten {\displaystyle M} und {\displaystyle N} heißen diffeomorph, falls es einen Diffeomorphismus {\displaystyle f} von {\displaystyle M} nach {\displaystyle N} gibt. Mannigfaltigkeiten, die diffeomorph sind, unterscheiden sich bezüglich ihrer differenzierbaren Struktur nicht.
Damit ist die Diffeomorphie gerade die Isomorphie in der Kategorie der differenzierbaren Mannigfaltigkeiten.

## Eigenschaften
- Ein Diffeomorphismus ist immer auch ein Homöomorphismus, die Umkehrung gilt aber nicht.

- Aus der Differenzierbarkeit der Umkehrabbildung folgt, dass in jedem Punkt {\displaystyle p} die Ableitung von {\displaystyle f} (als lineare Abbildung von {\displaystyle \mathbb {R} ^{n}} nach {\displaystyle \mathbb {R} ^{n}} bzw. vom Tangentialraum {\displaystyle T_{p}M} nach {\displaystyle T_{f(p)}N}) invertierbar (bijektiv, regulär, von maximalem Rang) ist.

- Ist umgekehrt die Abbildung {\displaystyle f} bijektiv und ({\displaystyle k}-mal) stetig differenzierbar und ist ihre Ableitung an jeder Stelle invertierbar, so ist {\displaystyle f} ein ({\displaystyle C^{k}})-Diffeomorphismus.

Eine stärkere Aussage enthält der Satz über die Umkehrabbildung:

### Satz über die Umkehrabbildung
Eine differenzierbare Abbildung mit invertierbarem Differential ist lokal ein Diffeomorphismus.
Genauer formuliert: 
Sei {\displaystyle f\colon U\to V} stetig differenzierbar und die Ableitung von {\displaystyle f} sei an der Stelle {\displaystyle p\in U} invertierbar. Dann existiert eine offene Umgebung {\displaystyle W} von {\displaystyle p} in {\displaystyle U}, so dass {\displaystyle f(W)} offen und die Einschränkung
{\displaystyle f|_{W}\colon W\to f(W)} ein Diffeomorphismus ist.
Diese Aussage gilt sowohl für Abbildungen zwischen offenen Mengen des {\displaystyle \mathbb {R} ^{n}} als auch für Abbildungen zwischen Mannigfaltigkeiten.

## Beispiele
- Die Abbildung {\displaystyle f\colon (-1,1)\to \mathbb {R} }, wobei {\displaystyle f(t)=\tan \left(t\cdot \pi /2\right)}, ist ein Diffeomorphismus zwischen der offenen Menge {\displaystyle (-1,1)} und der Menge der reellen Zahlen {\displaystyle \mathbb {R} }. Damit ist das offene Intervall {\displaystyle (-1,1)} diffeomorph zu {\displaystyle \mathbb {R} }.
- Die Abbildung {\displaystyle f\colon \mathbb {R} \to \mathbb {R} }, {\displaystyle f(x)=x^{3}}, ist bijektiv und differenzierbar. Sie ist aber kein Diffeomorphismus, denn {\displaystyle f^{-1}} ist an der Stelle 0 nicht differenzierbar.

## Diffeomorphie und Homöomorphie
Bei differenzierbaren Mannigfaltigkeiten in Dimension kleiner 4 impliziert Homöomorphie immer Diffeomorphie: Zwei differenzierbare Mannigfaltigkeiten der Dimension kleiner oder gleich 3, die homöomorph sind, sind auch diffeomorph. D. h., wenn es einen Homöomorphismus gibt, dann gibt es auch einen Diffeomorphismus. Dies bedeutet nicht, dass jeder Homöomorphismus ein Diffeomorphismus wäre.
In höheren Dimensionen ist dies nicht unbedingt der Fall.
Ein prominentes Beispiel sind die Milnor-Sphären, nach John Willard Milnor: Sie sind homöomorph zur normalen 7-dimensionalen Sphäre, aber nicht diffeomorph. Für diese Entdeckung erhielt Milnor 1962 die Fields-Medaille.